# Steropes Patera
La Steropes Patera è una struttura geologica della superficie di Io.